# Midsommardalen
Midsommardalen är en prosabok av Harry Martinson utgiven 1938. Den var den andra av tre böcker som kallas för naturessäer och som består av en blandning av naturskildringar, filosofiska resonemang och tids- och civilisationskritik. Den föregicks av Svärmare och harkrank (1937) och följdes av Det enkla och det svåra (1939).

## Mottagande
Midsommardalen utkom bara ett halvår efter Svärmare och harkrank i april 1938. Den fick ett mer positivt mottagande än föregångaren, även om också den nya boken föranledde påpekanden om ett konstlat språk, bland annat av Anders Österling i Stockholms-Tidningen. I Arbetarbladet kallade Elmer Diktonius, som annars var sträng i sin kritik av Martinson, Midsommardalen för "en tjusig bok, en av Martinsons bästa".  Hagar Olsson i Hufvudstadsbladet tyckte att "Ju djupare man läser sig in i det martinsonska teckentyderiet, desto mer trolsk ter sig livsdagern omkring en. Ens egen syn blir levande, ens vanejag ruskar av sig sina utnyttjade och förtorkade föreställningar."  Margit Abenius i Bonniers Litterära Magasin jämförde Martinson med Carl von Linné och beskrev boken som "ett koncentrat av intelligens och poesi, som man gång på gång måste lägga ifrån sig för att blunda och tänka."  Mycket negativ var däremot Knut Hagberg i Nya Dagligt Allehanda, som ansåg att Martinsons språk gång på gång uppvisade en glidning "från det konstfulla till det konstiga, från det poetiska till det preciösa". Han erkände att Martinsons naturskildringar som bäst kan "få en drömlik, fantastisk skönhet. Men i Midsommardalen är den ofta bara lösa ordramsor, utan mening och utan åskådlighet."

## Källa
- Harry Martinson, Naturessäer med efterord av Bengt Emil Johnson, Bonniers 2000 ISBN 91-0-057344-2